# Milan Bruncvík
Milan Bruncvík (Litoměřice, Checoslovaquia, 21 de junio de 1984) es un deportista checo que compitió en remo.
Ganó tres medallas en el Campeonato Europeo de Remo entre los años 2007 y 2010. Participó en dos Juegos Olímpicos de Verano, ocupando el quinto lugar en Pekín 2008, en la prueba de cuatro sin timonel.

## Palmarés internacional
| Campeonato Europeo | Campeonato Europeo          | Campeonato Europeo | Campeonato Europeo |
| Año                | Lugar                       | Medalla            | Prueba             |
| ------------------ | --------------------------- | ------------------ | ------------------ |
| 2007               | Poznań (Polonia)            | Medalla de oro     | Cuatro sin timonel |
| 2009               | Brest (Bielorrusia)         | Medalla de plata   | Cuatro sin timonel |
| 2010               | Montemor-o-Velho (Portugal) | Medalla de bronce  | Cuatro sin timonel |